# Лавы (Черниговская область)
Лавы (укр. Лави) — село в Сосницком районе Черниговской области Украины. Население 604 человека. Занимает площадь 2,6 км². Протекает река Майдан.
Код КОАТУУ: 7424985301. Почтовый индекс: 16132. Телефонный код: +380 4655.

## Власть
Орган местного самоуправления — Лавский сельский совет. Почтовый адрес: 16132, Черниговская обл., Сосницкий р-н, с. Лавы, ул. Мира, 111б.

## История
- Село Лавы было в составе Волынской волости Сосницкого уезда Черниговской губернии.
- В селе была Покровская церковь. Священнослужители Покровской церкви[2]:
  - 1780 - священник священник Максим Яковлевич Имшенецкий, священник Иосиф Максимович Имшенецкий, священник Николай Андреевич Имшенецкий
  - 1807 - священник Никифор Николаевич Имшенецкий